# پواتکوونگتسا
پواتکوونگتسا (به لهستانی:  Płatkownica) یک روستا در لهستان است که در گمینا سادوونه واقع شده‌است.